# 국제 은행 계좌 번호

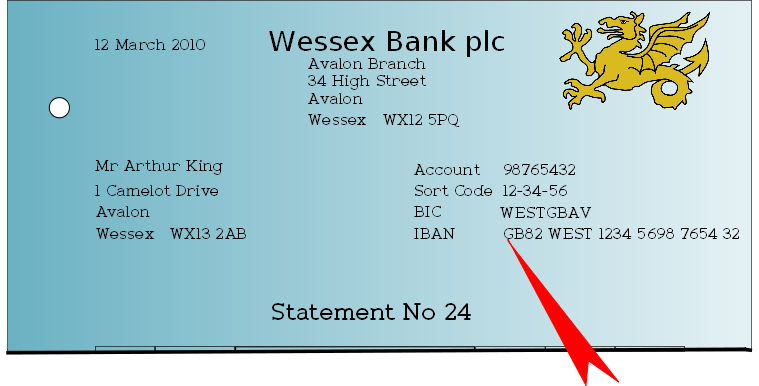

국제 은행 계좌 번호(International Bank Account Number, IBAN)는 수기 오류 위험을 줄이면서 국경 간 거래의 의사소통 및 처리를 용이하게 하기 위해 국경을 넘어 은행 계좌를 식별하는 국제적으로 합의된 시스템이다. IBAN은 금융 기관의 고객 계좌를 고유하게 식별한다. 원래는 ECBS(유럽 은행 표준 위원회)에서 채택되었으며 1997년부터 국제 표준화 기구(ISO) 산하 국제 표준 ISO 13616으로 채택되었다. 현재 버전은 ISO 13616:2020이며, 이는 SWIFT가 공식 등록 기관임을 나타낸다. 처음에는 유럽 연합 내에서 결제를 용이하게 하기 위해 개발되었으며, 대부분의 유럽 국가와 세계 다른 지역(주로 중동 및 카리브해 지역)의 수많은 국가에서 구현되었다. 2023년 7월 현재 86개국이 IBAN 번호 시스템을 사용하고 있다.
IBAN은 국가 코드를 포함하는 최대 34개의 영숫자로 구성된다. 두 개의 확인 숫자; 국내 은행 계좌 번호, 지점 식별자 및 잠재적 라우팅 정보를 포함하는 번호이다. 확인 숫자를 사용하면 거래를 제출하기 전에 은행 계좌 번호를 확인하여 무결성을 확인할 수 있다.

## 같이 보기
- 카드 번호의 구성
- 은행 규제